# NGC 1534
NGC 1534 is een spiraalvormig sterrenstelsel in het sterrenbeeld Net. Het hemelobject werd op 26 december 1834 ontdekt door de Britse astronoom John Herschel.

## Synoniemen
- PGC 14547
- ESO 84-6
- AM 0408-625
- DRCG 46-23
- IRAS04081-6255